# Esther Brand
Esther Cornelia Brand, född Van Heerde 29 september 1922 i Springbok i Norra Kapprovinsen, död 20 juni 2015 i Bloemfontein, var en sydafrikansk friidrottare.
Brand blev olympisk mästare i höjdhopp vid sommarspelen 1952 i Helsingfors.